# 알렉스 헤일리
알렉스 헤일리(Alex Haley, 1921년 8월 11일 ~ 1992년 2월 20일)는 미국의 소설가이며 예비역 미국 해군 중령이다.

## 주요 이력
1939년 미국 해군 소위로 임관하여 이후 2차 대전과 한국전에도 참전한 그는 이후 1957년 미국 해군 중령으로 예편하였으며 2년 후 1959년 소설가로 등단하였다.

## 유명세
그의 대표작에는 소설 《뿌리》(1976) 등이 있다. 그는 《맬컴 엑스 자서전》(1965)의 대필자로도 널리 잘 알려져 있다.

## 같이 보기
- 맬컴 엑스